# 태국인
태국인(泰國人) 또는 타이 국민은 태국(타이)의 국적을 보유한 사람을 말한다. 타이인(타이족)이외에 이산족, 화교, 말레이족 등 다양한 소수민족들로 이루어져있다.

## 같이 보기
- 타이인
- 룩 크룽(영어판) - 태국내 혼혈인들을 지칭하며 주로 서양인과 태국인 사이의 혼혈을 일컫는다
  - 유명 룩 크룽 일람(영어판)